# Nuoto ai campionati mondiali di nuoto 2022 - 100 metri farfalla maschili
La gara di nuoto dei 100 metri farfalla maschili dei campionati mondiali di nuoto 2022 è stata disputata il 23 e 24 giugno 2022 presso la Duna Aréna di Budapest. Vi hanno preso parte 66 atleti provenienti da 57 nazioni.
La competizione è stata vinta dal nuotatore ungherese Kristóf Milák, mentre l'argento e il bronzo sono andati rispettivamente al giapponese Naoki Mizunuma e al canadese Joshua Liendo.

## Podio
| Posizione | Atleta         | Nazionalità |
| --------- | -------------- | ----------- |
| Oro       | Kristóf Milák  | Ungheria    |
| Argento   | Naoki Mizunuma | Giappone    |
| Bronzo    | Joshua Liendo  | Canada      |

## Programma
| Data           | Ora (UTC+2) | Turno      |
| -------------- | ----------- | ---------- |
| 23 giugno 2022 | 09:00       | Batterie   |
| 23 giugno 2022 | 18:10       | Semifinali |
| 24 giugno 2022 | 18:44       | Finale     |

## Record
Prima della competizione il record del mondo e il record dei campionati erano i seguenti:
| Record mondiale       | 49"45 | Caeleb Dressel Stati Uniti | 31 luglio 2021 Tokyo, Giappone        |
| Record dei campionati | 49"50 | Caeleb Dressel Stati Uniti | 26 luglio 2019 Gwangju, Corea del Sud |

Nel corso della competizione non sono stati migliorati.

## Risultati

### Batterie
| Pos. | Batteria | Corsia | Atleta                         | Nazionalità              | Tempo   | Note |
| ---- | -------- | ------ | ------------------------------ | ------------------------ | ------- | ---- |
| 1    | 6        | 4      | Kristóf Milák                  | Ungheria                 | 50"68   | Q    |
| 2    | 7        | 3      | Joshua Liendo                  | Canada                   | 50"97   | Q    |
| 3    | 7        | 5      | Noè Ponti                      | Svizzera                 | 51"17   | Q    |
| 4    | 6        | 1      | Simon Bucher                   | Austria                  | 51"18   | Q    |
| 5    | 5        | 5      | Naoki Mizunuma                 | Giappone                 | 51"46   | Q    |
| 6    | 6        | 3      | Jakub Majerski                 | Polonia                  | 51"50   | Q    |
| 7    | 6        | 5      | Michael Andrew                 | Stati Uniti              | 51"57   | Q    |
| 8    | 5        | 3      | James Guy                      | Gran Bretagna            | 51"68   | Q    |
| 9    | 6        | 7      | Piero Codia                    | Italia                   | 51"69   | Q    |
| 10   | 5        | 2      | Jacob Peters                   | Gran Bretagna            | 51"75   | Q    |
| 11   | 7        | 6      | Katsuhiro Matsumoto            | Giappone                 | 51"78   | Q    |
| 12   | 5        | 4      | Matthew Temple                 | Australia                | 51"86   | Q    |
| 13   | 6        | 6      | Federico Burdisso              | Italia                   | 51"92   | Q    |
| 14   | 6        | 0      | Gal Cohen Groumi               | Israele                  | 51"96   | Q    |
| 15   | 7        | 2      | Nyls Korstanje                 | Paesi Bassi              | 51"97   | Q    |
| 16   | 5        | 1      | Tomer Frankel                  | Israele                  | 52"12   | Q    |
| 17   | 7        | 7      | Wang Changhao                  | Cina                     | 52"15   |      |
| 18   | 6        | 2      | Matheus Gonche                 | Brasile                  | 52"27   |      |
| 19   | 4        | 4      | Jan Eric Friese                | Germania                 | 52"39   |      |
| 20   | 7        | 1      | Youssef Ramadan                | Egitto                   | 52"42   |      |
| 21   | 3        | 4      | Rasmus Nickelsen               | Danimarca                | 52"54   |      |
| 22   | 5        | 7      | Kyle Chalmers                  | Australia                | 52"70   |      |
| 23   | 4        | 3      | Clément Secchi                 | Francia                  | 52"76   |      |
| 24   | 3        | 6      | Konstantinos Stamou            | Grecia                   | 52"77   |      |
| 25   | 4        | 0      | Jorge Eliezer Otaiza Hernandez | Venezuela                | 52"78   |      |
| 25   | 7        | 8      | Vinicius Lanza                 | Brasile                  | 52"78   |      |
| 27   | 4        | 5      | Wang Kuan-hung                 | Taipei cinese            | 52"80   |      |
| 28   | 4        | 1      | Alex Ahtiainen                 | Estonia                  | 52"86   |      |
| 29   | 7        | 9      | Chen Juner                     | Cina                     | 52"91   |      |
| 30   | 4        | 6      | Alberto Lozano                 | Spagna                   | 52"98   |      |
| 31   | 5        | 8      | Finlay Knox                    | Stati Uniti              | 53"05   |      |
| 32   | 4        | 2      | Adilbek Mussin                 | Kazakistan               | 53"09   |      |
| 33   | 3        | 5      | Navaphat Wongcharoen           | Thailandia               | 53"20   |      |
| 34   | 4        | 7      | José Ángel Martínez            | Messico                  | 53"22   |      |
| 35   | 5        | 0      | Antani Ivanov                  | Bulgaria                 | 53"36   |      |
| 36   | 6        | 9      | Louis Croenen                  | Belgio                   | 53"38   |      |
| 37   | 4        | 8      | Deividas Margevičius           | Lituania                 | 53"44   |      |
| 38   | 3        | 8      | Oskar Hoff                     | Svezia                   | 53"58   |      |
| 38   | 4        | 9      | Moon Seung-woo                 | Corea del Sud            | 53"58   |      |
| 40   | 3        | 9      | Adam Halas                     | Slovacchia               | 54"02   |      |
| 41   | 6        | 8      | Matthew Sates                  | Sudafrica                | 54"17   |      |
| 42   | 3        | 2      | Sajan Prakash                  | India                    | 54"39   |      |
| 43   | 2        | 4      | Steven Aimable                 | Senegal                  | 54"65   |      |
| 44   | 3        | 7      | Abeku Jackson                  | Ghana                    | 54"67   |      |
| 45   | 3        | 1      | Nicholas Lim                   | Hong Kong                | 54"77   |      |
| 46   | 2        | 6      | Tomas Lomero Arenas            | Andorra                  | 55"04   |      |
| 47   | 3        | 0      | Mehrshad Afghari               | Iran                     | 55"12   |      |
| 48   | 2        | 3      | Felipe Baffico                 | Cile                     | 55"32   |      |
| 49   | 2        | 7      | Yousuf Al-Matrooshi            | Emirati Arabi Uniti      | 55"37   |      |
| 50   | 2        | 2      | Esteban Nuñez Del Prado        | Bolivia                  | 55"61   |      |
| 51   | 3        | 3      | Glenn Sutanto                  | Indonesia                | 55"94   |      |
| 52   | 1        | 1      | Mathieu Bachmann               | Egitto                   | 56"85   |      |
| 53   | 1        | 0      | Gerald Hernández               | Nicaragua                | 57"75   |      |
| 54   | 2        | 1      | Collins Saliboko               | Tanzania                 | 57"90   |      |
| 55   | 1        | 3      | Mahmoud Abu Gharbieh           | Palestina                | 58"36   |      |
| 56   | 2        | 0      | Raphael Emmanuel Grand'Pierre  | Haiti                    | 59"08   |      |
| 57   | 1        | 6      | Jenebi Benoit                  | Grenada                  | 59"63   |      |
| 58   | 1        | 2      | Mohamad Masoud                 | Atleti Indipendenti FINA | 59"78   |      |
| 59   | 2        | 8      | Finai Ohuafi                   | Tonga                    | 59"83   |      |
| 60   | 1        | 9      | Abdulhai Abdulmenem Sh Ashour  | Libia                    | 1'00"68 |      |
| 61   | 2        | 9      | Isihaka Irankunda              | Ruanda                   | 1'02"25 |      |
| 62   | 1        | 8      | Israel Poppe                   | Guam                     | 1'02"72 |      |
| 63   | 1        | 7      | Nasser Saif Al Kindi           | Kuwait                   | 1'03"73 |      |
| 64   | 1        | 5      | Kinley Lhendup                 | Bhutan                   | 1'04"07 |      |
| 65   | 1        | 4      | Shimanga Dlamini               | eSwatini                 | 1'04"46 |      |
| -    | 2        | 5      | Salvador Gordo                 | Angola                   | -       | dns  |
| -    | 5        | 6      | Szebasztián Szabó              | Ungheria                 | -       | dns  |
| -    | 7        | 0      | Chad le Clos                   | Sudafrica                | -       | dns  |
| -    | 7        | 4      | Caeleb Dressel                 | Stati Uniti              | -       | dns  |
| -    | 5        | 9      | Teong Tzen Wei                 | Singapore                | -       | dq   |

### Semifinali
| Pos. | Semifinale | Corsia | Atleta              | Nazionalità   | Tempo | Note |
| ---- | ---------- | ------ | ------------------- | ------------- | ----- | ---- |
| 1    | 2          | 4      | Kristóf Milák       | Ungheria      | 50"14 | Q    |
| 2    | 2          | 3      | Naoki Mizunuma      | Giappone      | 50"81 | Q    |
| 3    | 1          | 4      | Joshua Liendo       | Canada        | 51"14 | Q    |
| 4    | 2          | 5      | Noè Ponti           | Svizzera      | 51"18 | Q    |
| 5    | 1          | 5      | Simon Bucher        | Austria       | 51"22 | Q    |
| 6    | 1          | 3      | Jakub Majerski      | Polonia       | 51"24 | Q    |
| 6    | 1          | 7      | Matthew Temple      | Australia     | 51"24 | Q    |
| 8    | 2          | 6      | Michael Andrew      | Stati Uniti   | 51"28 | Q    |
| 9    | 2          | 8      | Nyls Korstanje      | Paesi Bassi   | 51"41 |      |
| 10   | 2          | 1      | Federico Burdisso   | Italia        | 51"45 |      |
| 11   | 1          | 2      | Jacob Peters        | Gran Bretagna | 51"50 |      |
| 11   | 1          | 6      | James Guy           | Gran Bretagna | 51"50 |      |
| 13   | 2          | 7      | Katsuhiro Matsumoto | Giappone      | 51"57 |      |
| 14   | 2          | 2      | Piero Codia         | Italia        | 51"73 |      |
| 15   | 1          | 1      | Gal Cohen Groumi    | Israele       | 51"79 |      |
| 16   | 1          | 8      | Tomer Frankel       | Israele       | 51"83 |      |

### Finale
| Pos.    | Corsia | Atleta         | Nazionalità | Tempo | Note |
| ------- | ------ | -------------- | ----------- | ----- | ---- |
| Oro     | 4      | Kristóf Milák  | Ungheria    | 50"14 |      |
| Argento | 5      | Naoki Mizunuma | Giappone    | 50"94 |      |
| Bronzo  | 3      | Joshua Liendo  | Canada      | 50"97 |      |
| 4       | 8      | Michael Andrew | Stati Uniti | 51"11 |      |
| 5       | 1      | Matthew Temple | Australia   | 51"15 |      |
| 6       | 2      | Simon Bucher   | Austria     | 51"28 |      |
| 7       | 7      | Jakub Majerski | Polonia     | 51"35 |      |
| 8       | 6      | Noè Ponti      | Svizzera    | 51"51 |      |